# Jesse Tyler Ferguson
Jesse Tyler Ferguson (Missoula, Montana, 22 d'octubre de 1975) és un actor estatunidenc. És conegut per interpretar a Mitchell Prittchet a la comèdia Modern Family (2009 - 2020), amb la qual ha estat cinc vegades consecutives nominat als Primetime Emmy Awards per Primetime Emmy al millor actor secundari en sèrie còmica i quatre al Premi del Sindicat d'Actors de Cinema pel Premi del Sindicat d'Actors al millor repartiment en una sèrie de comèdia.
Ferguson va debutar a Broadway amb l'obra de teatre de William Finn "The 25th Annual Putnam County Spelling Bee" amb la qual ell i el càsting de l'obra van rebre el premi Drama Desk Awards per al millor repartiment. També ha aparegut en adaptacions teatrals de Conte d'hivern, Els productors, El somni d'una nit d'estiu, Spamalot i El mercader de Venècia. Per la seva actuació a Fully Commited, Ferguson va ser premiat amb el Drama Desk Award a la millor actuació en solitari.